# Collegio di Solihull
Solihull è stato un collegio elettorale inglese situato nelle Midlands Occidentali, rappresentato alla Camera dei comuni del Parlamento del Regno Unito. Eleggeva un membro del parlamento con il sistema first-past-the-post, ossia maggioritario a turno unico; il collegio è stato abolito in occasione della revisione periodica del 2024.

## Estensione
Il collegio è uno dei due che coprono il borgo metropolitano di Solihull; comprende la città di Solihull, oltre a Shirley e Olton.
- 1945-1974: il distretto urbano di Solihull.
- 1974-1983: il borgo di contea di Solihull.
- 1983-2024: i ward del borgo metropolitano di Solihull di Elmdon, Lyndon, Olton, St Alphege, Shirley East, Shirley South, Shirley West e Silhill.

## Membri del parlamento
| Elezione | Elezione     | Deputato         | Partito          |
| -------- | ------------ | ---------------- | ---------------- |
|          | 1945         | Martin Lindsay   | Conservatore     |
| 1964     | Percy Grieve |                  | Conservatore     |
| 1983     | John Taylor  |                  | Conservatore     |
|          | 2005         | Lorely Burt      | Lib Dem          |
|          | 2015         | Julian Knight    | Conservatore     |
|          | 2022         | Julian Knight    | Indipendente     |
|          | 2024         | Collegio abolito | Collegio abolito |

## Elezioni

### Elezioni negli anni 2010
| Partito                    | Partito                                   | Candidato                  | Risultati 12 dicembre 2019 | Risultati 12 dicembre 2019 |
| Partito                    | Partito                                   | Candidato                  | Voti                       | %                          |
| -------------------------- | ----------------------------------------- | -------------------------- | -------------------------- | -------------------------- |
|                            | Conservatore                              | Julian Knight              | 32 309                     | 58,38                      |
|                            | Laburista                                 | Nick Stephens              | 11 036                     | 19,94                      |
|                            | Lib Dem                                   | Ade Adeyemo                | 9 977                      | 18,03                      |
|                            | Verdi                                     | Rosemary Sexton            | 2 022                      | 3,65                       |
|                            |                                           |                            |                            |                            |
| Iscritti                   | Iscritti                                  | Iscritti                   | 78 760                     | 100,00                     |
| ↳ Votanti (% su iscritti)  | ↳ Votanti (% su iscritti)                 | ↳ Votanti (% su iscritti)  | 55 344                     | 70,27                      |
| ↳ Astenuti (% su iscritti) | ↳ Astenuti (% su iscritti)                | ↳ Astenuti (% su iscritti) | 23 416                     | 29,73                      |
|                            |                                           |                            |                            |                            |
|                            | Esito: collegio confermato a Conservatore |                            |                            |                            |

| Partito                    | Partito                                   | Candidato                  | Risultati 8 giugno 2017 | Risultati 8 giugno 2017 |
| Partito                    | Partito                                   | Candidato                  | Voti                    | %                       |
| -------------------------- | ----------------------------------------- | -------------------------- | ----------------------- | ----------------------- |
|                            | Conservatore                              | Julian Knight              | 32 985                  | 58,13                   |
|                            | Laburista                                 | Nigel Knowles              | 12 414                  | 21,88                   |
|                            | Lib Dem                                   | Ade Adeyemo                | 8 901                   | 15,69                   |
|                            | UKIP                                      | Andrew Garcarz             | 1 291                   | 2,27                    |
|                            | Verdi                                     | Max McLoughlin             | 1 157                   | 2,04                    |
|                            |                                           |                            |                         |                         |
| Iscritti                   | Iscritti                                  | Iscritti                   | 77 313                  | 100,00                  |
| ↳ Votanti (% su iscritti)  | ↳ Votanti (% su iscritti)                 | ↳ Votanti (% su iscritti)  | 56 748                  | 73,40                   |
| ↳ Astenuti (% su iscritti) | ↳ Astenuti (% su iscritti)                | ↳ Astenuti (% su iscritti) | 20 565                  | 26,60                   |
|                            |                                           |                            |                         |                         |
|                            | Esito: collegio confermato a Conservatore |                            |                         |                         |

| Partito                    | Partito                                         | Candidato                  | Risultati 7 maggio 2015 | Risultati 7 maggio 2015 |
| Partito                    | Partito                                         | Candidato                  | Voti                    | %                       |
| -------------------------- | ----------------------------------------------- | -------------------------- | ----------------------- | ----------------------- |
|                            | Conservatore                                    | Julian Knight              | 26 956                  | 49,21                   |
|                            | Lib Dem                                         | Lorely Burt                | 14 054                  | 25,66                   |
|                            | UKIP                                            | Phil Henrick               | 6 361                   | 11,61                   |
|                            | Laburista                                       | Nigel Knowles              | 5 693                   | 10,39                   |
|                            | Verdi                                           | Howard Allen               | 1 632                   | 2,98                    |
|                            | Independence from Europe                        | Mike Nattrass              | 50                      | 0,09                    |
|                            | Democratico                                     | Matthew J. Ward            | 33                      | 0,06                    |
|                            |                                                 |                            |                         |                         |
| Iscritti                   | Iscritti                                        | Iscritti                   | 77 262                  | 100,00                  |
| ↳ Votanti (% su iscritti)  | ↳ Votanti (% su iscritti)                       | ↳ Votanti (% su iscritti)  | 54 779                  | 70,90                   |
| ↳ Astenuti (% su iscritti) | ↳ Astenuti (% su iscritti)                      | ↳ Astenuti (% su iscritti) | 22 483                  | 29,10                   |
|                            |                                                 |                            |                         |                         |
|                            | Esito: collegio passa da Lib Dem a Conservatore |                            |                         |                         |

| Partito                    | Partito                                     | Candidato                  | Risultati 6 maggio 2010 | Risultati 6 maggio 2010 |
| Partito                    | Partito                                     | Candidato                  | Voti                    | %                       |
| -------------------------- | ------------------------------------------- | -------------------------- | ----------------------- | ----------------------- |
|                            | Lib Dem                                     | Lorely Burt                | 23 635                  | 42,87                   |
|                            | Conservatore                                | Maggie Throup              | 23 460                  | 42,55                   |
|                            | Laburista                                   | Sarah Merrill              | 4 891                   | 8,87                    |
|                            | BNP                                         | Andrew Terry               | 1 624                   | 2,95                    |
|                            | UKIP                                        | John Ison                  | 1 200                   | 2,18                    |
|                            | Solihull and Meriden Residents' Association | Neill Watts                | 319                     | 0,58                    |
|                            |                                             |                            |                         |                         |
| Iscritti                   | Iscritti                                    | Iscritti                   | 76 674                  | 100,00                  |
| ↳ Votanti (% su iscritti)  | ↳ Votanti (% su iscritti)                   | ↳ Votanti (% su iscritti)  | 55 129                  | 71,90                   |
| ↳ Astenuti (% su iscritti) | ↳ Astenuti (% su iscritti)                  | ↳ Astenuti (% su iscritti) | 21 545                  | 28,10                   |
|                            |                                             |                            |                         |                         |
|                            | Esito: collegio confermato a Lib Dem        |                            |                         |                         |

### Elezioni negli anni 2000
| Partito                    | Partito                                         | Candidato                  | Risultati 5 maggio 2005 | Risultati 5 maggio 2005 |
| Partito                    | Partito                                         | Candidato                  | Voti                    | %                       |
| -------------------------- | ----------------------------------------------- | -------------------------- | ----------------------- | ----------------------- |
|                            | Lib Dem                                         | Lorely Burt                | 20 896                  | 39,94                   |
|                            | Conservatore                                    | John Taylor                | 20 617                  | 39,41                   |
|                            | Laburista                                       | Rory Vaughan               | 8 058                   | 15,40                   |
|                            | BNP                                             | Diane Carr                 | 1 752                   | 3,35                    |
|                            | UKIP                                            | Andrew Moore               | 990                     | 1,89                    |
|                            |                                                 |                            |                         |                         |
| Iscritti                   | Iscritti                                        | Iscritti                   | 82 904                  | 100,00                  |
| ↳ Votanti (% su iscritti)  | ↳ Votanti (% su iscritti)                       | ↳ Votanti (% su iscritti)  | 52 313                  | 63,10                   |
| ↳ Astenuti (% su iscritti) | ↳ Astenuti (% su iscritti)                      | ↳ Astenuti (% su iscritti) | 30 591                  | 36,90                   |
|                            |                                                 |                            |                         |                         |
|                            | Esito: collegio passa da Conservatore a Lib Dem |                            |                         |                         |

| Partito                    | Partito                                   | Candidato                  | Risultati 7 giugno 2001 | Risultati 7 giugno 2001 |
| Partito                    | Partito                                   | Candidato                  | Voti                    | %                       |
| -------------------------- | ----------------------------------------- | -------------------------- | ----------------------- | ----------------------- |
|                            | Conservatore                              | John Taylor                | 21 935                  | 45,44                   |
|                            | Lib Dem                                   | Jo Byron                   | 12 528                  | 25,95                   |
|                            | Laburista                                 | Brendan O’Brien            | 12 373                  | 25,63                   |
|                            | UKIP                                      | Andy Moore                 | 1 061                   | 2,20                    |
|                            | ProLife Alliance                          | Mary Pyne                  | 374                     | 0,77                    |
|                            |                                           |                            |                         |                         |
| Iscritti                   | Iscritti                                  | Iscritti                   | 76 257                  | 100,00                  |
| ↳ Votanti (% su iscritti)  | ↳ Votanti (% su iscritti)                 | ↳ Votanti (% su iscritti)  | 48 271                  | 63,30                   |
| ↳ Astenuti (% su iscritti) | ↳ Astenuti (% su iscritti)                | ↳ Astenuti (% su iscritti) | 27 986                  | 36,70                   |
|                            |                                           |                            |                         |                         |
|                            | Esito: collegio confermato a Conservatore |                            |                         |                         |

## Risultati dei referendum

### Referendum sulla permanenza del Regno Unito nell'Unione europea del 2016
|             | Collegio | Lasciare UE % | Rimanere in UE % |
| ----------- | -------- | ------------- | ---------------- |
|             | Solihull | 53,3%         | 46,7%            |
| Inghilterra | 53,3%    | 46,7%         |                  |
| Regno Unito | 51,9%    | 48,1%         |                  |